# Créances
Créances é uma comuna francesa na região administrativa da Normandia, no departamento Mancha. Estende-se por uma área de 20,27 km². Em 2010 a comuna tinha 2 134 habitantes (densidade: 105,3 hab./km²).